# Tururu
Tururu es un municipio brasileño del estado del Ceará. 

## Toponimia
Tururu es una palabra originária del tupí, que significa lugar del caracoles.

## Historia
Fue elevado a Villa el 2 de agosto de 1884, y a Municipio el 4 de julio de 1963, sin embargo fue suprimido antes de su instalación (Ley n.º 8.339, del 14 de diciembre de 1965). Su restauración se dio a través la Ley n.º 11.334, del 19 de junio de 1987.

## Demografía
Su población estimada en 2004 era de 12.518 habitantes, siendo que la población masculina era del 49,99%.